# Louis-Joseph de Montcalm

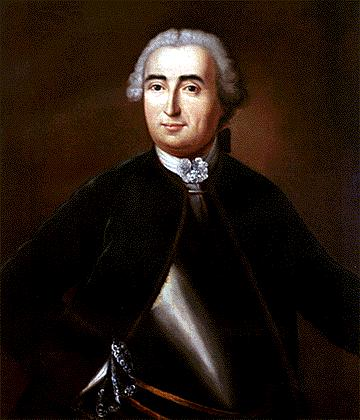
Louis-Joseph de Montcalm

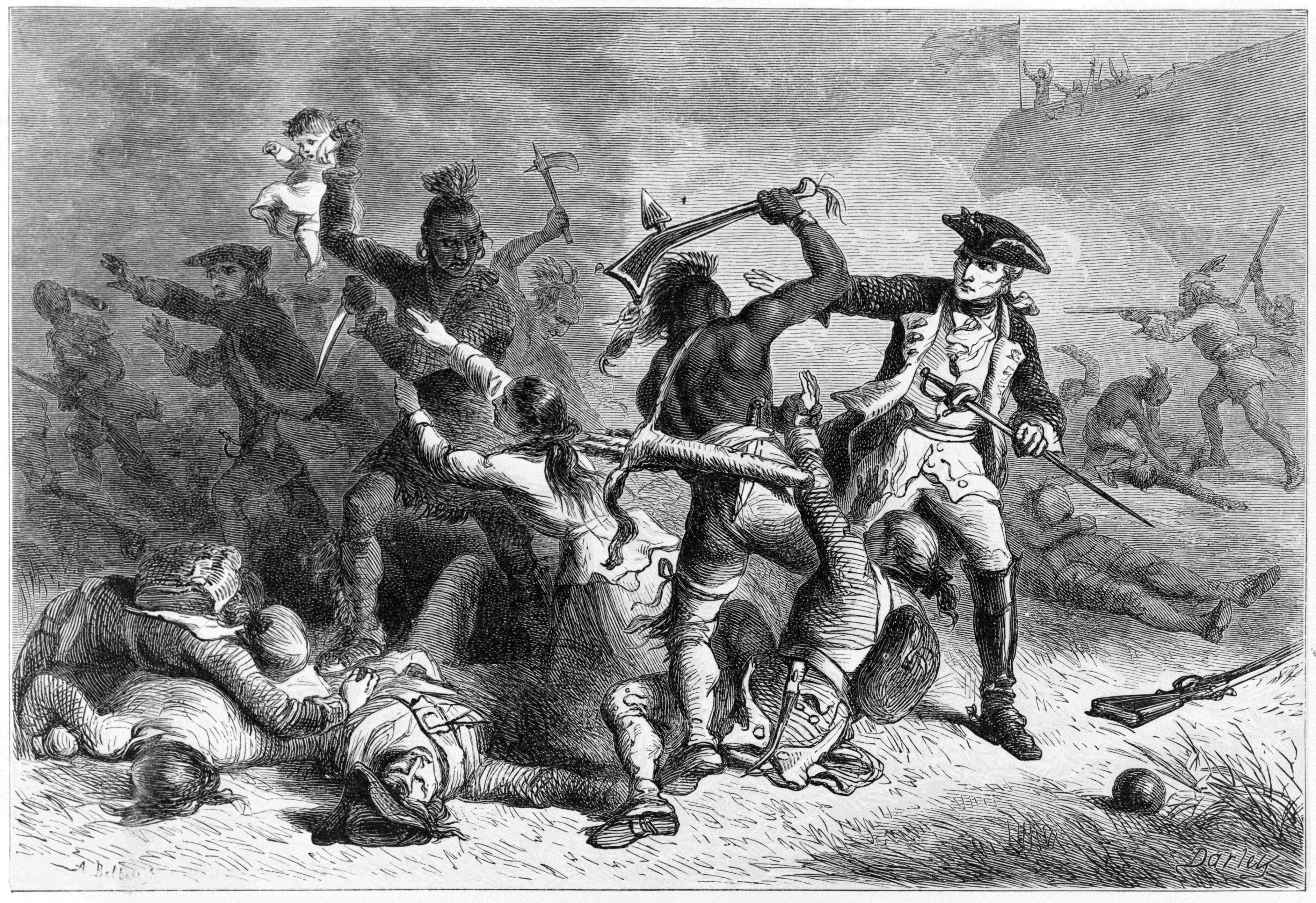
Luis-Joseph de Montcalm próbujący powstrzymać Indian w czasie rzezi po bitwie o Fort William Henry

Louis-Joseph de Montcalm-Gozon (ur. 28 lutego 1712 w zamku Candiac koło Nîmes, zm. 14 września 1759 w Quebecu) – markiz de Saint-Véran i generał francuski.
Uczestnik wojny w koloniach amerykańskich (Brytyjska wojna z Indianami i Francuzami), zdobywca Fortu William Henry w 1757 r.
Poległ w bitwie na równinie Abrahama w 1759 roku broniąc Quebecu przed Anglikami. Oddziały dowodzone przez brytyjskiego generała Jamesa Wolfe’a zdobyły jednak miasto, jakkolwiek on sam również zginął podczas tej bitwy.